# ふしぎがいっぱい
『ふしぎがいっぱい』は、NHK Eテレで2011年4月5日から2018年3月27日まで放送された小学校理科向け学校放送。これまで放送していた『ふしぎだいすき』『ふしぎ大調査』『ふしぎワールド』『理科6年 ふしぎ情報局』の小学3 - 6年生向けの各学年別による理科番組のタイトルを統一して放送を開始したのが本番組。また、本番組は小学生向けの理科番組としては初の10分番組。2017年度をもってテレビでの放送を終了（『NHK for School』公式サイトでは引き続き視聴可能）。後継番組は『ふしぎエンドレス』。

## 概要
出演者が子供たちと同じ目線でいろんな「ふしぎ」を見つけて探っていくことで、子供たちの知的好奇心や探究心をかきたてる内容となっている。
基本的にコーナー分けをせず、出演者1人・ナレーション1人とシンプルな番組構成となっている。
なお、番組スタイルとしては2006年度 - 2010年度に放送された『理科6年 ふしぎ情報局』を引き継ぐかたちとなっている。さらに『ふしぎがいっぱい 小学5年生』と『ふしぎがいっぱい 小学6年生』では研究に打ち込む科学者の仕事など発展的な内容も一部含まれている。また、視聴後の活動に役立てるために、『ふしぎがいっぱい 小学3年生』では問いかけで番組が終了する構成を多用し、『ふしぎがいっぱい 小学5年生』では結論を出さずに番組が終了する構成を多用している。
エンドクレジットは小学3年生版が「おわり/NHK」、小学4年生版・小学5年生版・小学6年生版では「終/NHK」と表示された。
シンプルな番組構成である一方で、公式サイトでの番組動画配信はもちろんのこと、関連する1 - 2分程度の動画クリップを多数用意することにより、デジタル教材としての活用ができるように考慮されている。

## オープニング
オープニングに登場する番組タイトルは各学年問わず『ふしぎがいっぱい』だが、オープニングは各学年ごとに異なったアニメーションから最後に各学年共通のタイトルバックとなるようにしている。また、各学年共通のタイトルバックは白抜きのタイトルロゴが入る最も大きな円の周りに大きさの異なる小さな円が4つあるが、4つの円の中で大きい円はタイトルロゴが入る最も大きい円に半分近く重なってしまう形になっており、最も小さい円は黒色で統一している。
このように、タイトルバックのデザインは各学年とも同じである一方で、最も大きな円に使用されるメインカラーやそれ以外の円に使用されるサブカラーは各学年ごとに異なる。下記は、オープニングの各学年共通のタイトルバックであり、メインカラーは白抜きのタイトルロゴが入る最も大きな円の色を示し、サブカラーは最も小さい円を除く小さい円3つの色を大きさ順に示す。
|              | 小学3年生  | 小学4年生  | 小学5年生  | 小学6年生  |
| ------------ | ---------- | ---------- | ---------- | ---------- |
| メインカラー | 橙         | 赤         | 緑         | 青         |
| サブカラー   | 緑・青・赤 | 青・橙・緑 | 橙・赤・青 | 赤・緑・橙 |

## 放送時間
本番組の開始と同時に小学生向けの理科番組は火曜日に固定すると同時に、本番組が各学年ごとに続けて放送するようになった。なお、新聞やテレビ誌のテレビ欄には本番組を各学年ごとに分けずにそのまま記載されるのが一般的である（欄に余裕がある場合には加えて「小学校理科3 - 6年生」等の記載の場合がある）。
| 年度      | 小学3年生         | 小学4年生         | 小学5年生         | 小学6年生         |
| --------- | ----------------- | ----------------- | ----------------- | ----------------- |
| 2011      | 火曜日 9:15- 9:25 | 火曜日 9:25- 9:35 | 火曜日 9:35- 9:45 | 火曜日 9:45- 9:55 |
| 2012      | 火曜日 9:10- 9:20 | 火曜日 9:20- 9:30 | 火曜日 9:30- 9:40 | 火曜日 9:40- 9:50 |
| 2013-2014 | 火曜日 9:20- 9:30 | 火曜日 9:30- 9:40 | 火曜日 9:40- 9:50 | 火曜日 9:50-10:00 |
| 2015-2017 | 火曜日 9:10- 9:20 | 火曜日 9:20- 9:30 | 火曜日 9:30- 9:40 | 火曜日 9:40- 9:50 |

## キャスト
| 学年      | 出演者                    | ナレーション |
| --------- | ------------------------- | ------------ |
| 小学3年生 | たっくん - 山田竜史       | かかずゆみ   |
| 小学4年生 | ひとみ - 吉田仁美         | 置鮎龍太郎   |
| 小学5年生 | ホナちゃん - ホナガヨウコ | 大原さやか   |
| 小学6年生 | モジャくん - 太田恭輔     | 中田譲治     |

- 制作 - NHKエデュケーショナル
- 制作・著作 - NHK

## 放送リスト
2012年度以降は2011年度放送分の再放送を行っている。
| 回 | 放送回数 | 初回放送日     | 小学3年生               | 小学4年生           | 小学5年生                     | 小学6年生              |
| -- | -------- | -------------- | ----------------------- | ------------------- | ----------------------------- | ---------------------- |
| 1  |          | 2011年4月5日   | ひらけ!ふしぎのとびら   | 春がやってきた!     | 発芽のひみつ                  | 燃える                 |
| 2  |          | 2011年4月19日  | たねのふしぎ            | 春の一日            | 植物が育つには                | 燃えると…              |
| 3  |          | 2011年5月10日  | アオムシのへんしん（1） | 人の体が動くのは?   | 雲と天気                      | 息をすると…            |
| 4  |          | 2011年5月24日  | 草花のからだ            | 動物の体            | あすの天気は?                 | 食べると…              |
| 5  |          | 2011年6月7日   | 風の力                  | 空気の力?           | 魚のたんじょう                | 血液はめぐる           |
| 6  |          | 2011年6月21日  | アオムシのへんしん（2） | ツバメがやってきた! | 魚が育つには                  | 水はどこへ?            |
| 7  |          | 2011年7月5日   | 夏休み自由研究          | 夏になると…?        | 人のたんじょう                | でんぷんはどこに?      |
| 8  |          | 2011年8月23日  | バッタのそだちかた      | 夏の星たち          | 実をつけるには                | 月のかたち             |
| 9  |          | 2011年9月13日  | 花のさいたあと          | 月はどこに?         | 台風はどこへ?                 | 地面の下は?            |
| 10 |          | 2011年9月27日  | 虫のからだ              | 金ぞくが大きくなる? | 川は流れて…                   | しま模様のひみつ       |
| 11 |          | 2011年10月11日 | 光とかがみ              | あたたまると空気は? | 大地をけずる水                | 火山の力               |
| 12 |          | 2011年10月25日 | かげと太陽              | 秋になると…?        | 川とつきあう                  | 水は水でも…            |
| 13 |          | 2011年11月8日  | ものの重さ              | 水のへんしん        | 海の水って?                   | 1本の棒で…             |
| 14 |          | 2011年11月22日 | いちばん重いのは?       | 消えた水のなぞ      | とける?                       | つりあうと…            |
| 15 |          | 2011年12月6日  | 電気の通り道            | 冬の星を観察しよう  | ウナギのなぞにせまれ          | 腐（くさ）らないヒミツ |
| 16 |          | 2012年1月10日  | 冬の生き物たち          | 冬になると…?        | ふりこのきまり                | 電気はどこから?        |
| 17 |          | 2012年1月24日  | じしゃくのふしぎ        | 電池のひみつ        | 電気で磁石（じしゃく）?       | 電気のあかり           |
| 18 |          | 2012年2月7日   | いろいろなじしゃく      | 光で電気?           | 電磁石（でんじしゃく）で勝負! | 地球をめぐる水         |
| 19 |          | 2012年2月21日  | おもちゃを作ろう!       | 月を調べたい!       | まわる電磁石（でんじしゃく）  | つながる命             |
| 20 |          | 2012年3月6日   | サルの気持ちが知りたい! | 生き物の1年         | 料理は科学!                   | ロボットと暮らす?      |

### パイロット版
レギュラー放送に先立ち、パイロット版として本番組を2010年度の夏のテレビクラブと冬のテレビクラブにて先行放送された。パイロット版では小学3年生向けと小学6年生向けを夏は各2本ずつ、冬は各7本ずつ放送。なお、パイロット版で放送された内容は、レギュラー番組として『ふしぎがいっぱい 小学3年生』と『ふしぎがいっぱい 小学6年生』においてそのまま放送された。
| 3年生       | 8月16日                 | 8月17日                 |
| ----------- | ----------------------- | ----------------------- |
| 10:20-10:30 | アオムシのへんしん（1） | アオムシのへんしん（2） |
| 6年生       | 8月18日                 | 8月19日                 |
| 10:20-10:30 | 燃える                  | 燃えると…               |

| 学年  | 放送 時間 | 12月20日     | 12月21日       | 12月22日            | 12月24日   | 12月27日     | 12月28日          | 12月29日        |
| ----- | --------- | ------------ | -------------- | ------------------- | ---------- | ------------ | ----------------- | --------------- |
| 3年生 | 9:30-9:40 | 草花のからだ | 花のさいたあと | バッタの そだちかた | 虫のからだ | 光とかがみ   | かげと太陽        | 電気の 通りみち |
| 6年生 | 9:40-9:50 | 水はどこへ？ | 月のかたち     | 息をすると…         | 食べると…  | 地面の下は？ | しま模様の ひみつ | 火山の力        |